# Raminsgut
Raminsgut ist ein Wohnplatz der Gemeinde Großderschau des Amtes Rhinow im Landkreis Havelland in Brandenburg.

## Geografie
Der Ort liegt einen Kilometer nordnordwestlich von Großderschau, sechs Kilometer nordnordwestlich von Rhinow und sieben Kilometer südsüdwestlich von Neustadt (Dosse). Die Nachbarorte sind Sieversdorf-Hohenofen und Schönfeld im Nordosten, Dreetz im Osten, Sterns Plan und Friedrichsbruch im Südosten, Jühlitz im Süden, Brenkenhof, Großderschau und Kleinderschau im Südwesten sowie Schwarzwasser und Neuroddahn im Nordwesten.

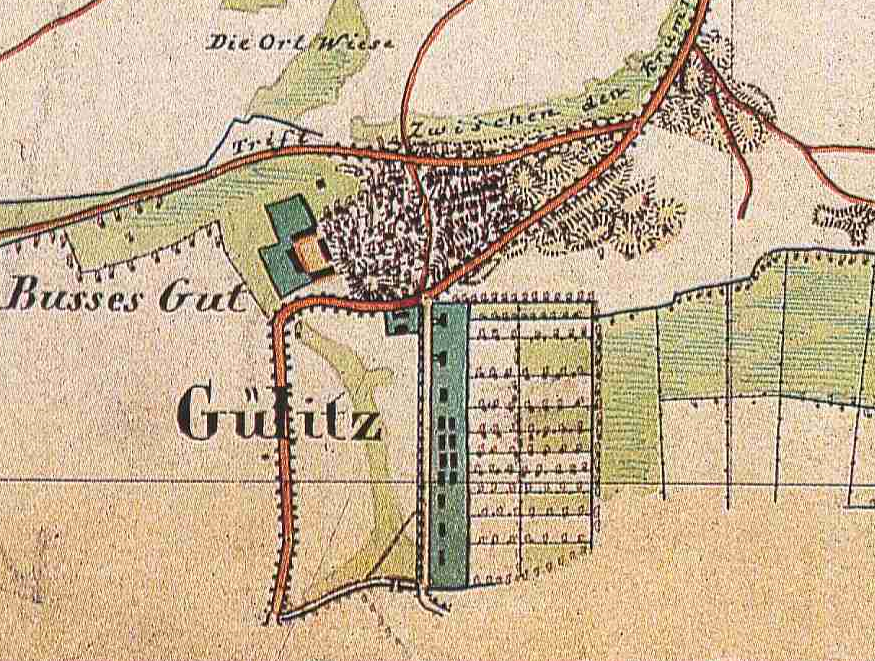
Raminsgut, hier Busses Gut genannt, und Jülitz (hier Gülitz genannt) auf dem Urmesstischblatt 3140 von 1841

## Geschichte
Das durch Separation zu Sieversdorf abgebaute freie Lehnschulzengut des Lehnschulzen Ramin, wurde 1775 nahe der damaligen Kolonie Jühlitz errichtet. Anfangs hieß es Zwischen-Brinke oder Zwischenbrinke. Die erste schriftliche Erwähnung von Raminsgut stammt aus dem Schmettauschen Kartenwerk von 1767/87 als Ramins-Gut. Zeitweilig wurde der Ort auch Raminshof genannt. 1800 existierten am Ort neben dem Schulzenhof noch zwei Lehnhöfe und die Bewohner waren nach Sieversdorf eingekircht. Bereits vor 1816 gehörte der Ort zum Ruppinschen Kreis in der Prignitz der Mark Brandenburg und verblieb danach bei dem als Kreis Ruppin fortgeführten Kreis in der Provinz Brandenburg. Merkwürdigerweise verzeichnet das Urmesstischblatt 3140 Neustadt/Dosse von 1841 die Lokalität als Busses Gut.
Bis 1849 zum Land- und Stadtgericht in Neustadt/Dosse zählend, gehörte Raminsgut anschließend zur Gerichtskommission in Neustadt/Dosse. 1858 zählte der Ort 14 Einwohner. 1860 bestand der Ort aus einem Gut, zwei Wohn- und vier Wirtschaftsgebäuden. Bis 1872 gehörte er dem Amt Neustadt an der Dosse an. 1879 kam er zum Amtsgericht Wusterhausen/Dosse und 1880 wurde er auf dem Meßtischblatt Nummer 3140 Wusterhausen/Dosse als Etablissement vermerkt.
1900 wurde die Siedlung als Häusergruppe, zum Gemeindebezirk Sieversdorf gehörend und dorthin eingekircht verzeichnet. 1925 lebten hier insgesamt 17 Einwohner. Ab 1952 war der Ort Teil des Kreises Kyritz im Bezirk Potsdam, zeitweise Landkreis Kyritz genannt. Seit 1993 gehört Raminsgut zum Landkreis Ostprignitz-Ruppin.